# George Chandler
Pour les articles homonymes, voir Chandler.
George Chandler est un acteur américain, né le 30 juin 1898 à Waukegan, en Illinois, et mort le 10 juin 1985 dans le quartier de Panorama City à Los Angeles en Californie.

## Filmographie partielle
- 1929 : Le Cavalier de Virginie (The Virginian) de Victor Fleming
- 1930 : Présentez armes (Leathernecking) d'Edward F. Cline (non crédité)
- 1930 : The Florodora Girl de Harry Beaumont
- 1931 : Man of the World de Richard Wallace
- 1932 : Me and My Gal de Raoul Walsh
- 1932 : Gare centrale (Union Depot) de Alfred E. Green
- 1932 : The Famous Ferguson Case de Lloyd Bacon
- 1933 : Un danger public de Lloyd Bacon
- 1933 : L'Irrésistible (Son of a Sailor) de Lloyd Bacon
- 1933 : The Power and the Glory de William K. Howard
- 1934 : Rayon d'amour (Happiness Ahead)
- 1934 : Fog Over Frisco de William Dieterle
- 1934 : C'était son homme (He Was her Man) de Lloyd Bacon
- 1934 : Musique dans l'air (Music in the Air) de Joe May
- 1934 : La Fine Équipe (6 Day Bike Rider) de Lloyd Bacon : Abner (non crédité)
- 1935 : Spring Tonic de Clyde Bruckman
- 1935 : It's in the Air de Charles Reisner
- 1935 : Le Gondolier de Broadway (Broadway Gondolier) de Lloyd Bacon
- 1935 : Welcome Home de James Tinling
- 1936 : Le Médecin de campagne (The Country Doctor) de Henry King
- 1937 : Nancy Steele a disparu (Nancy Steele Is Missing!) de George Marshall
- 1937 : Une étoile est née (A Star Is Born) de William A. Wellman
- 1938 : L'Ange impur (The Shopworn Angel) de H.C. Potter
- 1938 : Un cheval sur les bras (Straight, Place and Show) de David Butler
- 1939 : Sous faux pavillon (Calling All Marines) de John H. Auer
- 1939 : J'ai volé un million (I Stole A Million) de Frank Tuttle
- 1939 : La Fille du nord (Second Fiddle) de Sidney Lanfield
- 1940 : Arizona de Wesley Ruggles
- 1941 : La Route au tabac (Tobacco Road) de John Ford
- 1941 : Évitons le scandale ! (Design for Scandal) de Norman Taurog
- 1941 : Une épouse modèle (Model Wife) de Leigh Jason
- 1941 : Sleepers West d'Eugene Forde
- 1941 : Le Tombeur du Michigan (Reaching for the Sun) de William A. Wellman
- 1942 : The Great Gildersleeve de Gordon Douglas
- 1942 : La Folle Histoire de Roxie Hart (Roxie Hart) de William A. Wellman
- 1945 : Sans amour (Without Love) de Harold S. Bucquet
- 1945 : This Man's Navy de William A. Wellman
- 1946 : L'Ange noir (Black Angel) de Roy William Neill
- 1946 : Deux Nigauds vendeurs (Little Giant) de William A. Seiter
- 1946 : Le Retour à l'amour (Lover Come Back) de William A. Seiter
- 1947 : Sinbad le marin (Sinbad the Sailor) de Richard Wallace
- 1948 : Reaching from Heaven de Frank R. Strayer
- 1948 : Le Balafré (Hollow Triumph) de Steve Sekely
- 1948 : L'Emprise (The Hunted) de Jack Bernhard
- 1948 : The Girl from Manhattan de Alfred E. Green
- 1950 : Singing Guns de R. G. Springsteen
- 1950 : Années de jeunesse (The Happy Years) de William A. Wellman
- 1951 : Au-delà du Missouri (Across the Wide Missouri) de William A. Wellman
- 1952 : My Man and I de William A. Wellman
- 1952 : La Reine du hold-up (This Woman Is Dangerous) de Felix E. Feist
- 1953 : Hans Christian Andersen et la Danseuse (Hans Christian Andersen) de Charles Vidor
- 1953 : Aventure dans le Grand Nord (Island in the Sky) de William A. Wellman
- 1954 : Écrit dans le ciel (The High and the Mighty) de William A. Wellman
- 1956 : Adieu Lady (Good-bye, My Lady) de William A. Wellman
- 1957 : La Sanglante Embuscade (Gunsight Ridge) de Francis D. Lyon
- 1964 : La mort frappe trois fois (Dead Ringer) de Paul Henreid
- 1970 : Le Virginien (TV) saison 9 épisode 04  (With love, bullets and valentines) : Hawkins
- 1975 : Capone de Steve Carver